# Bryocamptus umiatensis
Bryocamptus umiatensis är en kräftdjursart som beskrevs av M. S. Wilson 1958. Bryocamptus umiatensis ingår i släktet Bryocamptus och familjen Canthocamptidae. Inga underarter finns listade i Catalogue of Life.